# 平溪區
25°01′33″N 121°44′21″E / 25.025797°N 121.739144°E
平溪區，舊稱「平溪仔」、「石底區」，前身「平溪鄉」，位於臺灣新北市東北部，基隆河上游，基隆市的南方。轄區面積約為71.3382平方公里，人口約有4千多人，是新北市人口最少的行政區。
平溪區在1900年代左右為人發現煤層，後隨臺北炭礦株式會社的成立，經濟產業逐漸由農業轉為礦業，且隨礦業的發展，境內擁有不少與礦業、礦名、設施相關的地名。直到1970年代後因煤礦市場的萎縮，缺乏其他替代的就業選擇，人口逐年下滑。文化方面，隨著地方人士發起組織天燈會，並在1988年的元宵節首次公開施放天燈，使其成為臺灣天燈活動的發源地，於1990年代後即已有「南蜂炮、北天燈」的說法。

## 歷史
乾隆中葉以後，台灣較安全平原地區已幾乎皆已開墾，陸續移入的漢族移民開始開墾丘陵地。1820年（嘉慶二十五年），前汀州教諭胡克修為首組成的金協福墾號，於平溪展開拓殖，其向擁有地權之平埔族，金包里、大雞籠、毛少翁三社承接開墾平溪，并以十分寮為中心，東北至瑞芳苧仔潭、東至三貂山、石壁坑、西至石碇大湖格、南至平溪南端竿蓁林大山（伏獅山脈）、北至暖暖、中心崙之廣闊區域。居民以種植大菁、製造藍靛為主，但隨後即為茶園所替代，為台灣優良的產茶區之一。
1920年代基隆顏家在進行台陽礦業平溪線鐵路建設後，平溪的煤礦即沿鐵路進行大規模開採。約在1970年代左右，受到進口替代能源的衝擊，平溪煤礦也逐漸沒落，因平溪區就業機會減少，所以導致壯年人口大量外移，人口逐年下降。2021年1月平溪區老年齡組（65歲以上）人口1,360人，佔全區總人口30.83%，目前已是處於超高齡社會的狀態，也是全國老年人口比例最高的行政區。幼年人口及老年人口對青壯人口的比率，即「依賴人口指數」，平溪區的扶養比自2004年的50.79%，至2013年的51.16%，變動幅度0.37%。

## 地理
平溪區位於基隆河上游台北盆地之東，面積共71.3382平方公里，乃基隆河的發源地，基隆河上游貫穿全境，其間大小瀑布成群，構成特殊地形。

### 地形
平溪乃地無三里平之山村，山勢平均不過500公尺，卻皆陡峭。山地構成平溪四周區域之天然界線，平溪區以南港山脈及伏獅山脈為中心，東側與東北側之三貂嶺與深澳山，大致構成平溪與瑞芳、雙溪地界。而基隆河與景美溪之分水崙，形成平溪與石碇之界山。在南港山脈北邊的基隆河下游谷地，將南港山脈與大武崙山脈分隔開來，成為平溪與暖暖、汐止之分界，而伏獅山脈南側大致為平溪與坪林、雙溪之天然地界。雙溪河支流柑腳溪，與大致沿溪而行的屈尺斷層，成為畫分出伏獅山脈與雪山山脈中阿玉山粘板岩山地之界線。
基隆河上游河階地形不發達，因河階地是河谷平原中最具經濟價值者，僅十分寮附近有寬闊的河階，愈往上游愈形狹小，至東勢格溪匯入點附近形成峽谷。幼坑附近有低位河階，及新寮附近有狹小河階地外，即無其他河階存在。
平溪境內目前已發現36座瀑布，乃名符其實瀑布之鄉，百萬年來地殼運動與地質作用交互影響下，形成不規則的溪谷與峽谷地形，加上河床上的壺穴，為平溪特有的觀光資源與珍貴的地質學教室。

### 地質
平溪區的地質構造屬300萬至400萬年前的第三紀中新世，造山運動中古地層被抬升出來，在北台灣形成許多東北至西南走向的山脈，即基隆衝上斷層山地，以基隆河上游之十分寮、石底、平溪最明顯。平溪區以保存最完整的地層而得「石底層」之地層命名，為第三紀沉積岩層，因含有煤及油氣，經濟上極具價值。平溪區為台灣最重要煤田之一，在礦業史上占重要地位。

### 水文
基隆河源於海拔420公尺，薯榔里的薯榔尖、薯榔寮、分水崙下一帶。基隆河上游在平溪境內，有十餘條支流匯入，分別為三坑溪、柴橋坑溪、尪仔上天溪、望古坑溪、石灼坑溪、月桃寮溪、新寮溪、五分寮溪、東勢格溪、竿蓁坑溪、火燒寮溪、竿蓁林溪、灰窯溪、番仔坑溪。
基隆河與景美溪上游之大溪墘溪源流之分水界，僅距發源地薯榔寮約1公里處，大溪墘溪上游谷深坡陡向源侵蝕力遠大於基隆河，使得基隆河上源被大溪墘溪侵奪，致使基隆河流量減少。

### 氣候
平溪以雨量豐沛著稱，平均每年有近200日是雨天，全區平均年雨量3500公釐以上。同樣位於淺山丘陵地形，皆是著名產茶區，平溪與石碇、坪林相比，年雨量竟高出甚多，不僅表示天無三日晴之事實，也造就平溪境內河流的豐富水量，形成瀑布、壺穴等特殊景觀。東勢里火燒寮觀測站雨量紀錄，於1912年曾創下年8507.4公釐的驚人紀錄，1986年亦曾達到年6224.4公釐的年雨量。

### 人口
根據新北市政府民政局統計，2024年底平溪區戶數約2.1千戶，人口計有4,049人，其中男性人數為2,272人，女性人數為1,777人，性別比約為127.86，每戶人口約1.90人，是新北市人口最少、性別比最高、每戶人口數最少的行政區，區內人口最多與最少的里分別是十分里與平湖里，2024年底兩里人口分別為818人與147人。
根據1897年的統計，現今平溪區區域的人口計有5,614人左右。之後隨著煤層的發現，居民逐漸轉以礦業活動為主，至二戰前當地從事礦業的人口已超越農業人口。人口數方面，大致隨著礦業的發展而呈現逐年增加的趨勢。1946年時，平溪鄉戶籍人口計有9,648人，於1969年達到巔峰，計有16,901人:132－133。爾後隨著煤礦坑的陸續關閉，人口逐年下降，至1996年底時計有6,339人:131。到了2008年10月時，平溪鄉人口計有5,535人，已少於原本臺北縣人口最少的行政區烏來鄉的5,575人。
平溪區人口老化與少子化問題嚴重，由於煤礦產業的沒落，人口大量外移。且因缺乏工作機會，少壯人口不斷減少。到了2020年，平溪區的65歲以上人口佔比達到30%，遠高於臺灣同期的17.6%。截至2024年底，平溪區的14歲以下人口僅佔約3.68%，15至64歲人口佔約62.09%，65歲以上人口佔約34.23%，是臺灣人口老化程度最高的鄉鎮市區。

## 政治

### 歷任地方首長
日治時期平溪長
- 1920年（大正9年）  潘炳燭：七星郡役所平溪長
- 1925年（大正14年）黃聖波：七星郡役所平溪長
- 1927年（昭和2年）  余逢時：七星郡役所平溪長
- 1928年（昭和3年）  下野儀右衛門：七星郡役所平溪長
- 1931年（昭和6年）  渡邊源作：七星郡役所平溪長
- 1932年（昭和7年）  渡邊源作：基隆郡役所平溪長
- 1939年（昭和14年）平野義助：基隆郡役所平溪長
- 1942年（昭和17年）  下池徹：基隆郡役所平溪長

戰後平溪鄉長
- 民國34年 林有財：官派
- 民國36年 林有財：鄉代選出
- 民國38年 林有財：鄉代選出
- 民國40年 林有財：公民直選第一屆
- 民國42年 林有財：公民直選第二屆
- 民國45年 林有財：公民直選第三屆
- 民國49年 廖陳有義：公民直選第四屆
- 民國53年 廖陳有義：公民直選第五屆
- 民國57年 王友霖：公民直選第六屆
- 民國61年 王友霖：公民直選第七屆
- 民國66年 曾定國：公民直選第八屆
- 民國71年 林光榮：公民直選第九屆
- 民國75年 林光榮：公民直選第十屆
- 民國79年 王瑞琦：公民直選第十一屆
- 民國83年 王瑞琦：公民直選第十二屆
- 民國87年 廖德弘：公民直選第十三屆
- 民國91年 廖德弘：公民直選第十四屆
- 民國94年 林耀庭：公民直選第十五屆

新北市平溪區長
| 任次 | 姓名   | 就任日期       | 卸任日期       | 備註 |
| ---- | ------ | -------------- | -------------- | ---- |
| 1    | 簡華祥 | 2010年12月25日 | 2014年12月24日 |      |
| 2    | 陳聖聰 | 2014年12月25日 | 2020年6月9日   |      |
| 3    | 曾繁盛 | 2020年6月10日  | 2023年1月31日  |      |
| 4    | 李天民 | 2023年1月31日  | 迄今           | 現任 |

### 區政組織

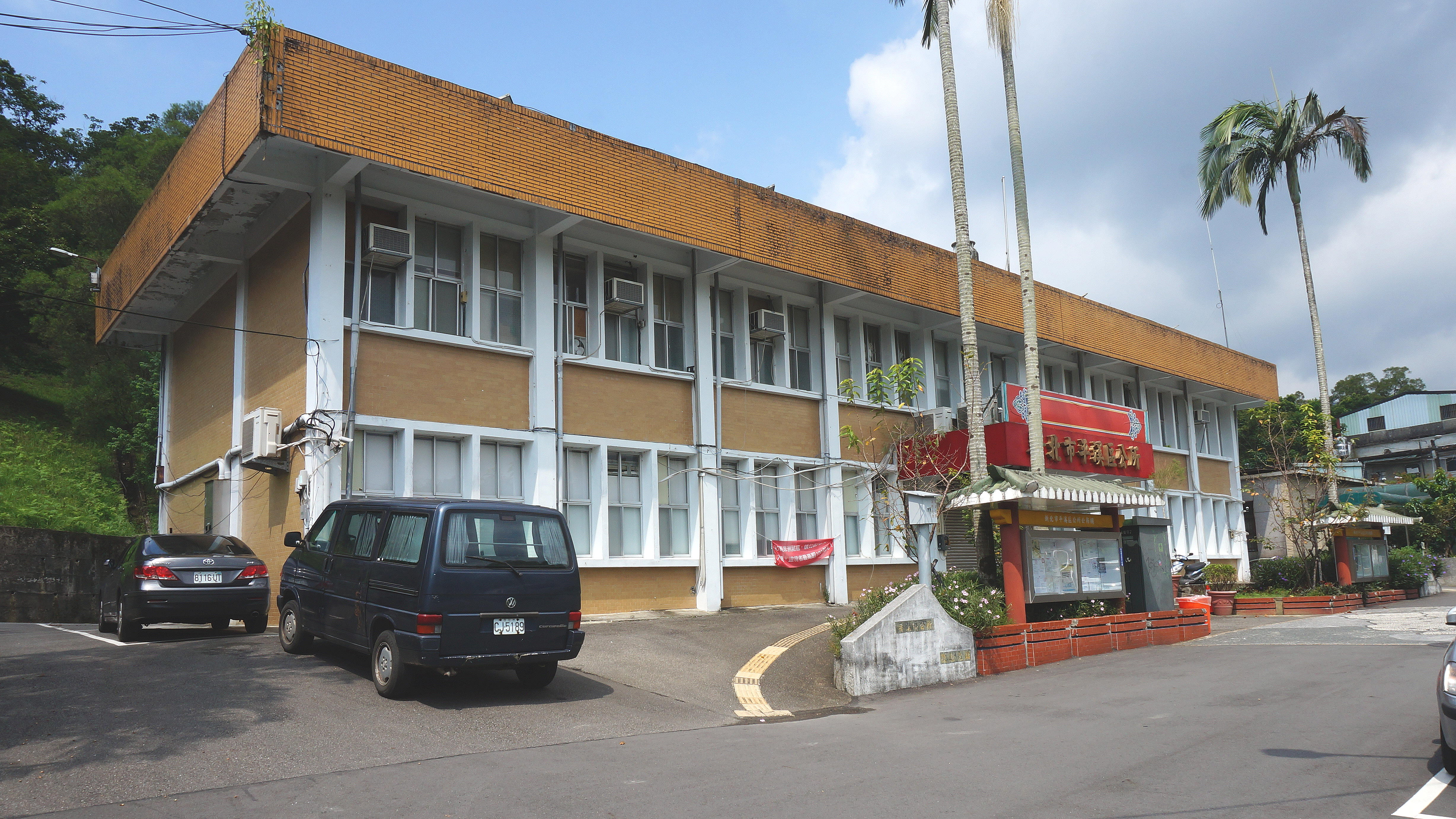
平溪區公所

平溪區公所是新北市政府在平溪區的派出機關，在中華民國政府架構中為市政府綜理區政的執行機關，上級業務監督機關為新北市政府。区长由市長任命，其任期為無任期保障。在區長及主任秘書之下，設有4課3室等7個內部單位。

### 行政區

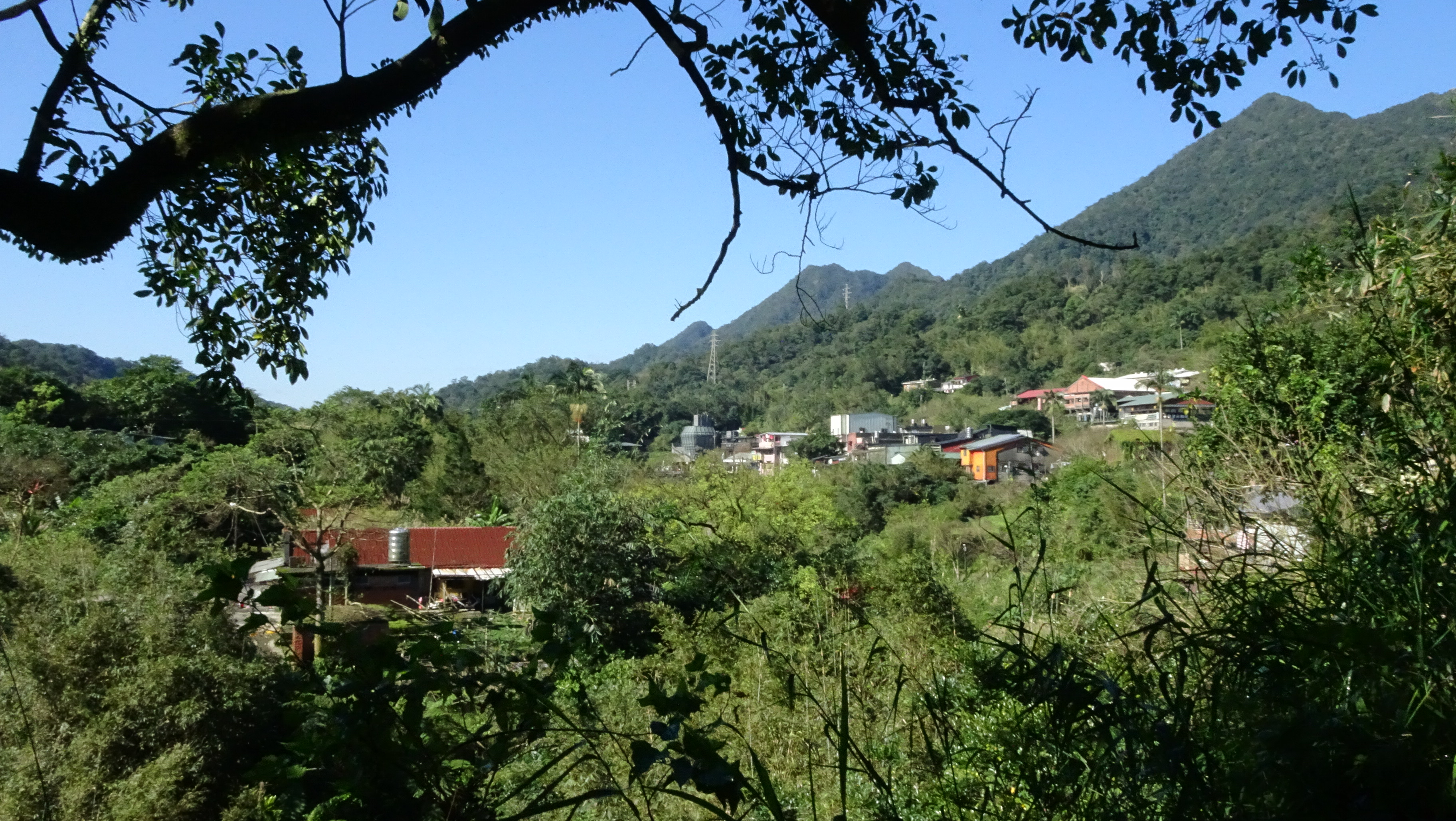
由近到遠：白石里、菁桐里、薯榔里

現今平溪區行政範圍的確立，來自於1920年，日本將臺灣十二廳改為五州二廳，設平溪庄屬臺北州七星郡:72、91。平溪庄轄石底、十分寮等2個大字。1932年，平溪庄改隸臺北州基隆郡:72。1945年，改為「平溪鄉」，屬臺北縣基隆區。1947年1月，裁撤基隆區，平溪鄉改直隸於臺北縣:92。2010年12月25日，臺北縣改制為直轄市，平溪鄉改制為市轄區「平溪區」，隸屬新北市。平溪區的行政區劃轄有薯榔里、菁桐里、白石里、石底里、平溪里、嶺腳里、東勢里、十分里、望古里、南山里、新寮里、平湖里等12里，共計120鄰。

### 立法委員
平溪區在中華民國區域立法委員劃分上屬於新北市第十二選舉區，該選舉區前身為2008年新劃出的臺北縣第十二選舉區，2010年配合五都改制而改稱「新北市第十二選舉區」，區域立法委員由該選區的公民直選而產生，任期為四年，無連任次數限制，2024年現任立法委員為中國國民黨籍的廖先翔。

## 公共設施
警政
- 新北市政府警察局瑞芳分局
  - 瑞芳交通分隊
  - 平溪分駐所
  - 十分派出所
  - 東勢格派出所

消防
- 新北市政府消防局第六大隊平溪分隊

圖書館
- 新北市立圖書館平溪分館

其他

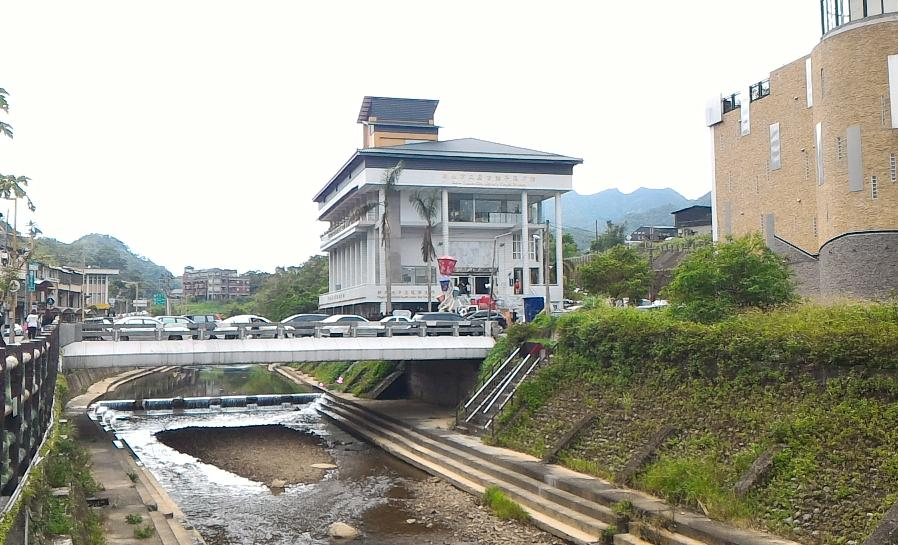
新北市立圖書館平溪分館

- 衛生福利部教學藥園：位於新北市平溪區竿蓁林一帶，國家級教學藥園 (入園需預約申請)

## 經濟

### 大菁
大菁又名馬藍，乃棉織品的染料，平溪開始大菁種植，在十分寮一帶約始於1870年（同治9年）。平溪、石底一帶則約1885年（光緒11年）才開始。最盛期投入大菁的人力占居民八成之多，但自繁盛到沒落的時間非常短暫。隨著人工合成染料的興起，平溪的大菁即為茶園所取代。

### 茶葉
平溪與坪林、深坑、石碇、烏來、新店、雙溪等地，同屬台灣四大老茶區之一的文山茶區。茶葉製成之後，在擔到坪林賣給精製茶廠和大盤，而當時坪林堪稱北台灣最大的茶葉集散中心。
烏龍是平溪最主要的茶種，包括青心大冇、大葉烏龍、青心烏龍、硬枝紅心，北台栽培歷史悠久的茶種。日治時期平溪烏龍茶以外銷歐洲、北美市場為主，而1936及1937年調查中，這兩年平溪包種茶產量甚至遠超過烏龍茶。

### 煤礦
平溪煤礦業發展始於1908年，平溪庄長潘炳燭發現煤田露頭，由日系資本家藤田組取得石底煤田礦權，再因基隆礦業鉅子顏雲年興建平溪線鐵路，平溪大規模煤礦開採於是展開，其中石底礦區面積比十分寮礦區多出4.15倍之多。至1943年（昭和18年），平溪登記有案的礦區，幾乎為台陽所統一。平溪營運歷史最長，煤產量最豐富的礦場，幾乎皆為台陽礦業麾下所有。約在1970年代左右，進口替代能源、勞資糾紛、礦場災變的鉅大損失等等的衝擊，台灣煤礦產業逐漸消失，平溪煤礦也漸漸邁向休止符。
1945年戰後之平溪礦場有
- 三貂碩仁煤礦
- 大華大華煤礦
- 十分三功煤礦（後名重光）
- 十分石灼煤礦
- 十分福林煤礦
- 十分瑞昌煤礦
- 十分盛豐煤礦
- 十分新平溪煤礦
- 望古慶和煤礦（原十平炭礦）
- 望古十平分坑

- 嶺腳鴻福煤礦（原大東煤礦）
- 嶺腳英隆煤礦（原永昌煤礦）
- 嶺腳台和煤礦
- 嶺腳建興煤礦
- 嶺腳永大煤礦
- 平溪順隆煤礦（原木山煤礦）
- 平溪平溪煤礦（原石底三坑）
- 平溪建源煤礦
- 菁桐石底煤礦
- 菁桐菁桐煤礦（後併石底）
- 菁桐東陽煤礦

## 人文

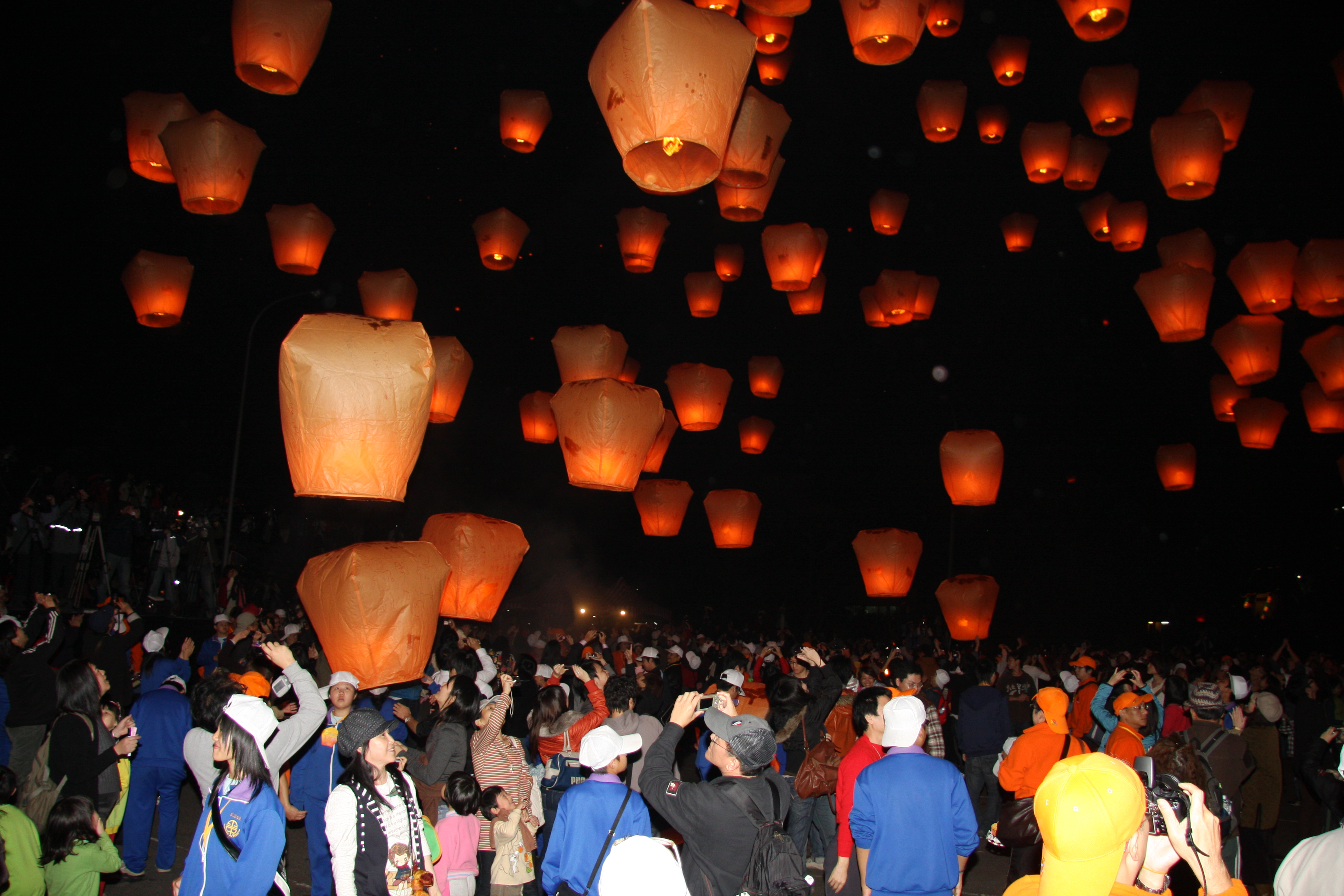
平溪天燈節

### 平溪天燈
十分寮居民口述歷史中，約莫清朝道光年間，十分寮地區盜匪肆虐，因屬偏鄉，老弱婦孺更往深山躲避，只留壯丁與匪徒對抗。待擊退土匪，再施放天燈為信告知遠方躲避的村民可以安全返家，亦有報平安之意。也由於當日正是元宵節，故此後於每年的元宵，十分寮當地居民會以放天燈儀式來慶祝，並向鄰村報平安。

## 教育

### 國民中學
- 新北市立平溪國民中學

### 國民小學
- 新北市平溪區平溪國民小學
- 新北市平溪區菁桐國民小學
- 新北市平溪區十分國民小學

## 交通

### 公車
- 新北市區公車795路線（木柵-平溪）
- 新北市區公車846路線（瑞芳-平溪）

### 鐵路
臺灣鐵路股份有限公司
- 平溪線：大華車站－十分車站－望古車站－嶺腳車站－平溪車站－菁桐車站

### 公路
- 台2丙線：基福公路
- 106市道
- 北31線：汐平公路
- 北43線：紫東產業道路

## 旅遊
平溪區最具特色的是天燈文化、煤礦產業文化和瀑布。每年元宵節，地方會舉辦盛大的天燈施放活動，吸引國內外遊客前來，也造就了平溪區以天燈聞名的意象。煤礦產業雖然是平溪區過去的經濟脈絡，也遺留下許多礦業地景，自然而然形成觀光景點，包括十分車站附近的新平溪煤礦博物園區（原新平溪煤礦），以及菁桐車站附近菁桐煤礦紀念公園（原石底煤礦）。
- 大華車站
- 大華壺穴

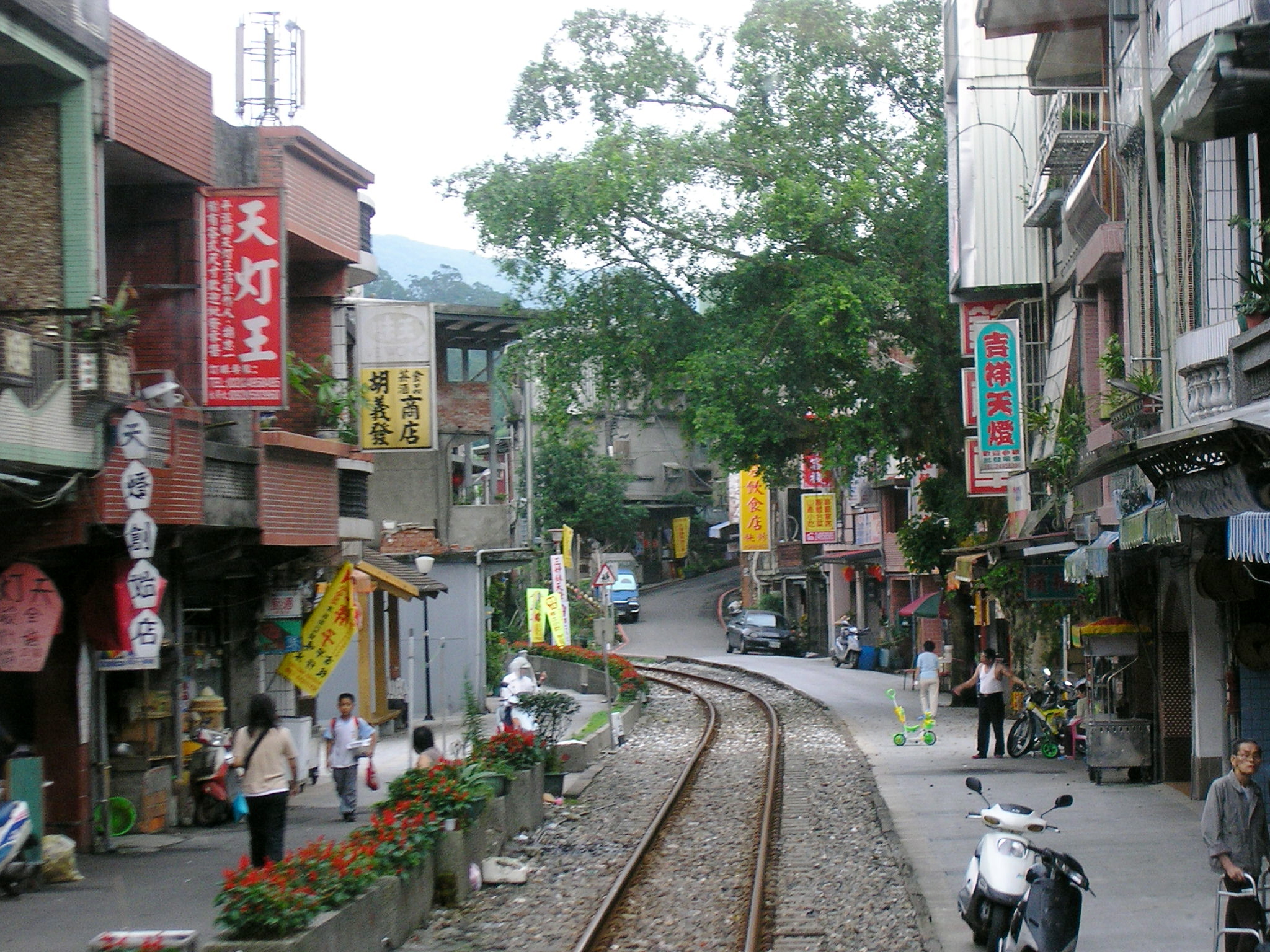
十分車站
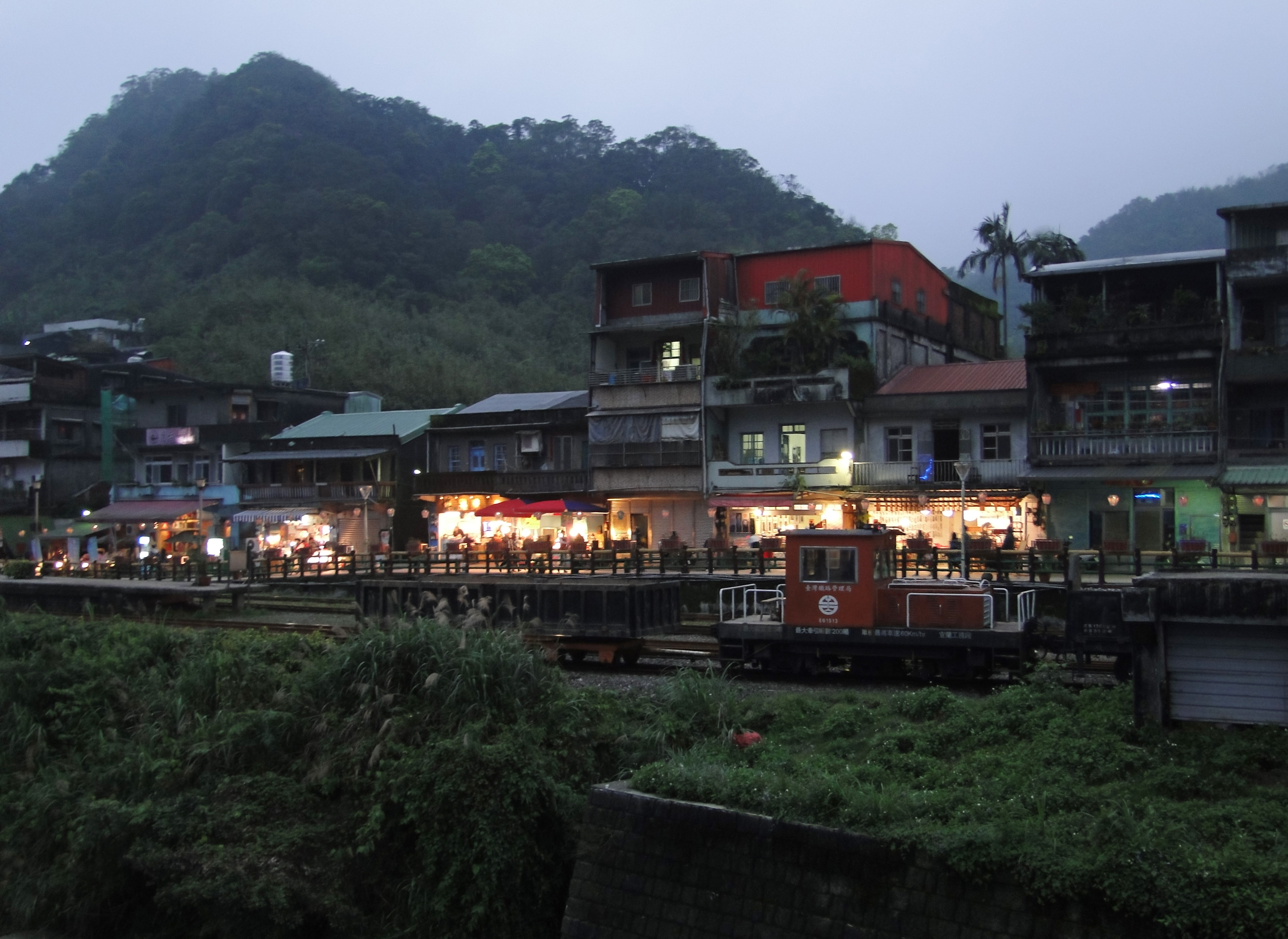
十分

- 十分老街
- 靜安吊橋
- 四廣潭
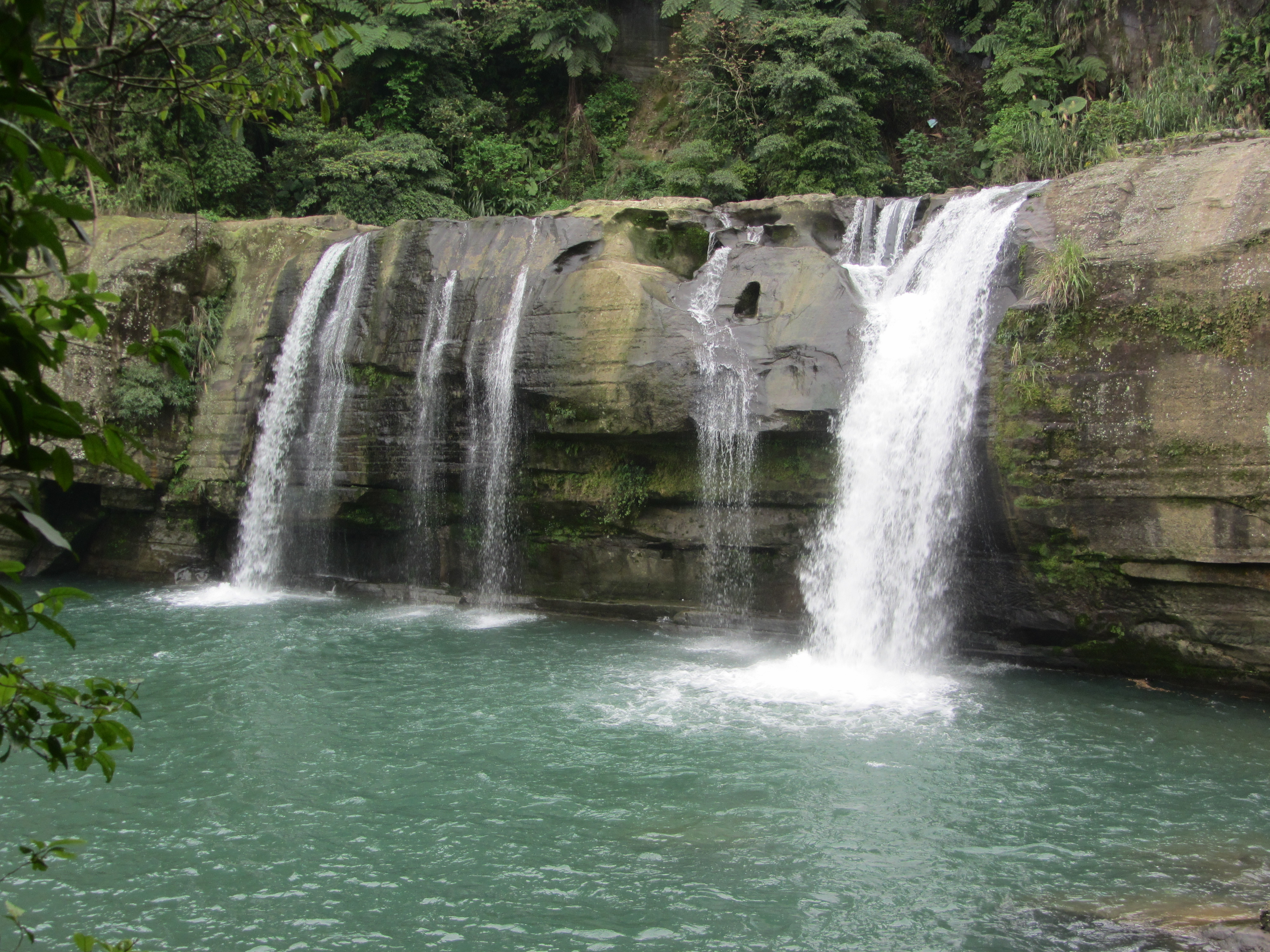
眼鏡洞瀑布
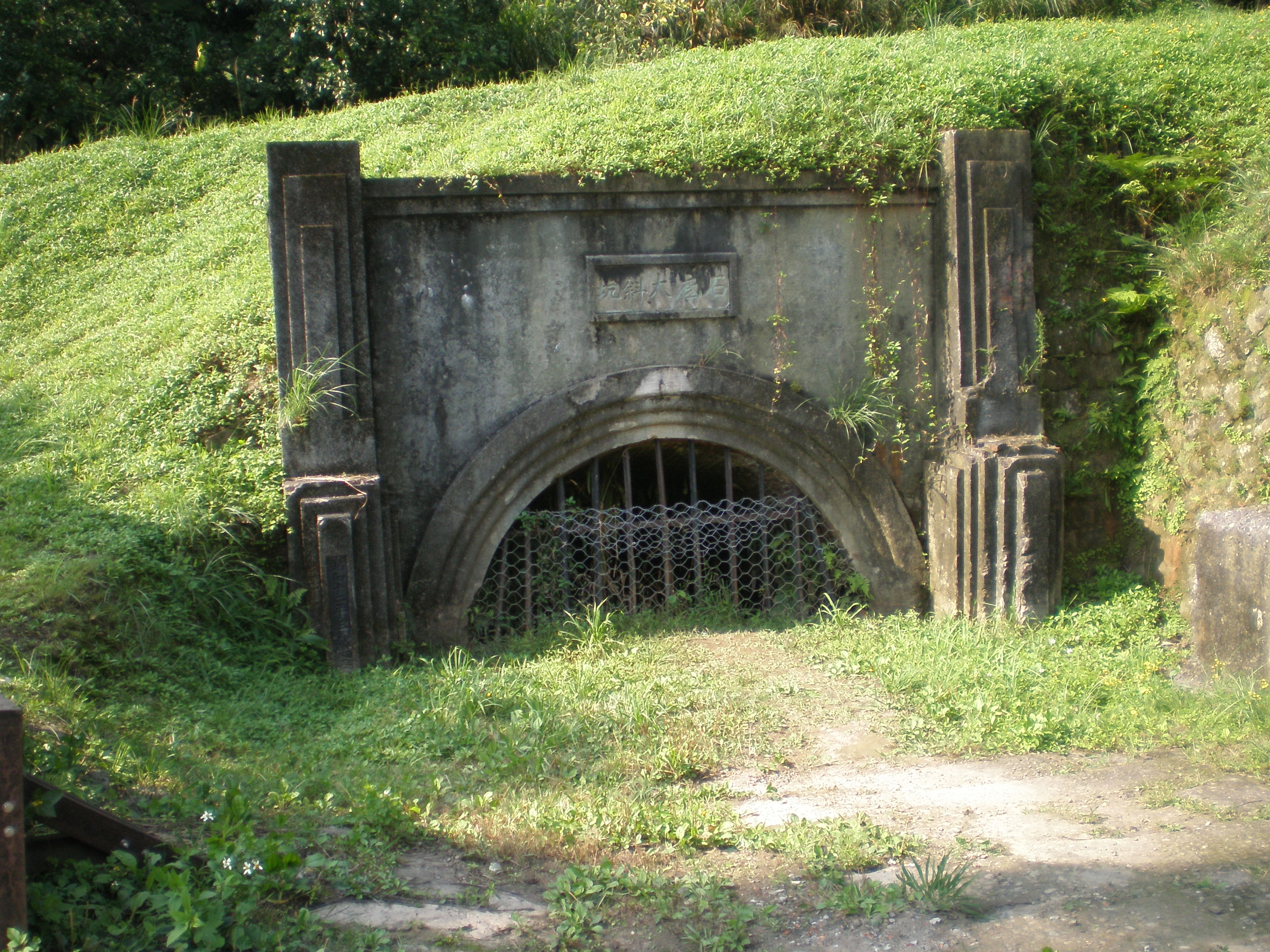
石底大斜坑
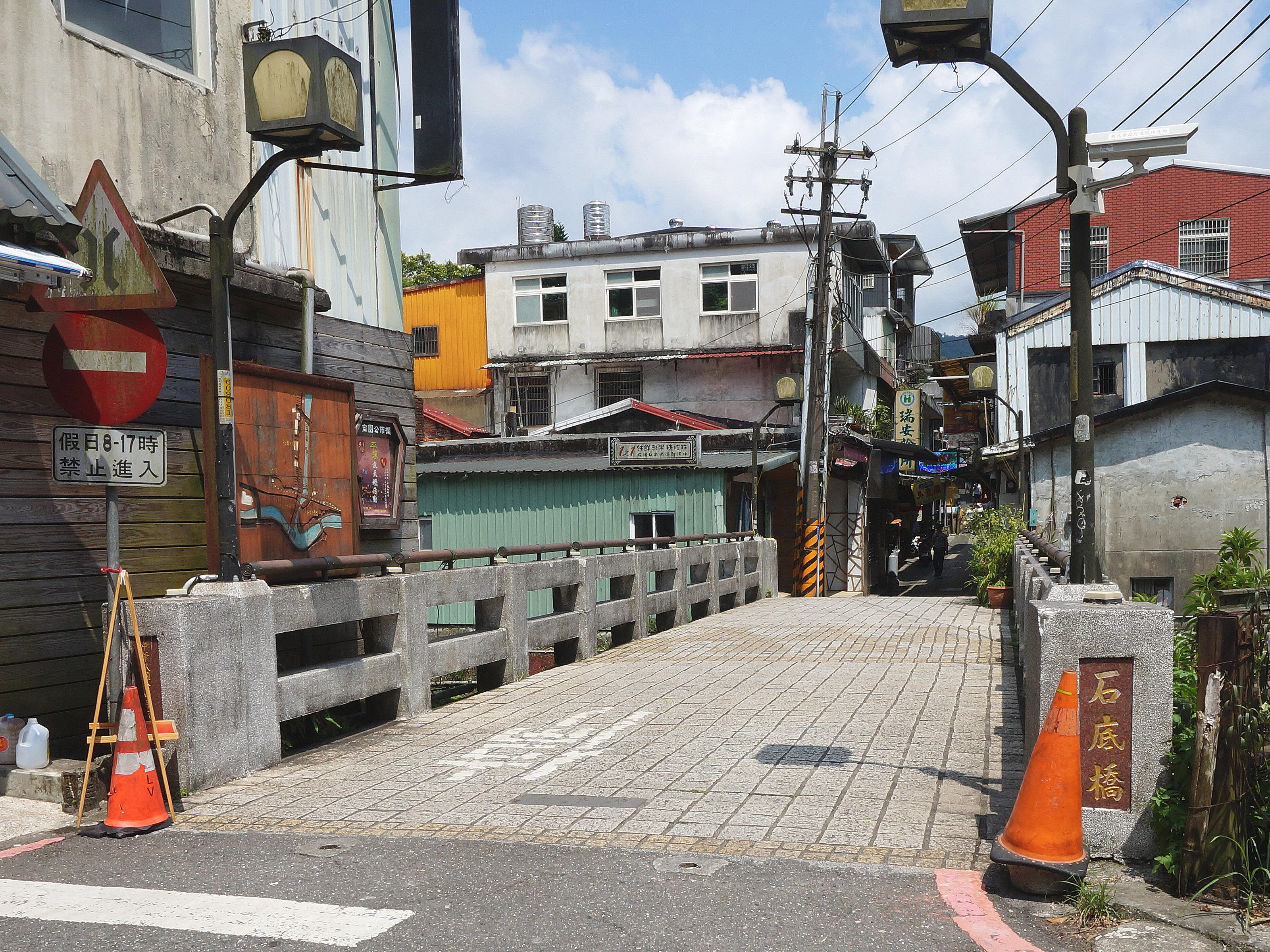
石底橋

- 十分瀑布（十分瀑布公園）
- 新平溪煤礦博物園區
- 五分山登山步道
- 碧雲山莊（已停業）
- 重光煤礦
- 嶺腳車站
- 嶺腳瀑布
- 滴水觀音
- 衛生福利部教學藥園 (入園需預約申請)

- 平溪車站
- 平溪老街
- 平溪日式宿舍群
- 平溪國際天燈節
- 平溪頌德碑
- 平溪觀音巖、八仙洞、警報鐘亭、防空洞
- 孝子山
- 慈母峰
- 普陀山

- 菁桐車站
- 菁桐老街
- 菁桐鐵道故事館
- 菁桐真樸齋（臺陽礦業公司平溪招待所）
- 菁桐礦業生活館
- 菁桐礦業紀念公園（原石底煤礦）
- 菁桐一坑口聚落
- 青桐煤礦砊口（白石庭園後面）
- 石筍尖
- 薯榔尖
- 峰頭尖

- 十分老街
- 十分
- 嶺腳瀑布
- 石底大斜坑
- 石底橋

## 外部連結
- （繁體中文）新北市平溪區公所 （页面存档备份，存于）
- （繁體中文）平溪區衛生所 （页面存档备份，存于）